# Harriet Abrams

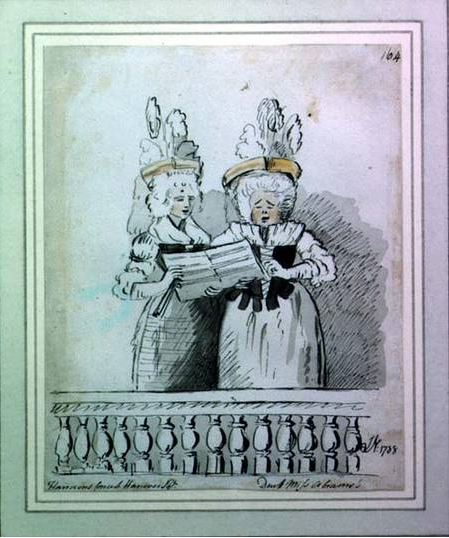
Ein Duett von Miss Harriet und Miss Theodosia Abrams, Harrison's Concert, Hannover Square

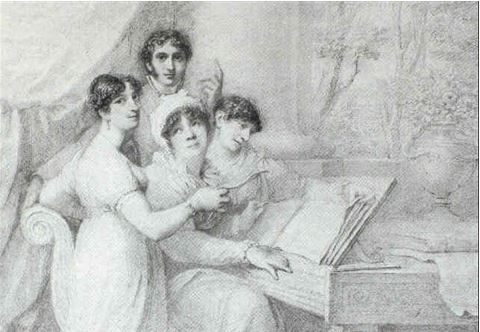
John Braham mit Harriet Abrams und ihren zwei Töchtern Harriet und Theodosia Abrams

Harriet Abrams (* 1760; † 8. März 1821 in Torquay) war eine englische Opernsängerin (Sopran) und Komponistin.

## Leben
Harriet Abrams war die Älteste von drei Schwestern, Harriet, Theodosia und Eliza. Alle waren Sängerinnen. Theodosia war Altistin. Harriet war eine Schülerin von Thomas Arne und war eine bekannte Sängerin bei Konzerten und Festivals. Ihr Gesangsdebüt gab sie am 28. Oktober 1775 im Londoner Theater an der Drury Lane in May Day or The little Gipsy, einem Stück ihres Lehrers Thomas Arne. Sie und ihre Schwester Theodosia sangen 1776 bei der Eröffnung der Concerts of Ancient Music [Konzerte für Alte Musik]. 1784 sang sie bei einer Gedenkveranstaltung für Georg Friedrich Händel in der Westminster Abbey. Sie gab Benefizkonzerte, bei denen sie von Joseph Haydn begleitet wurde.

## Werke (Auswahl)
Harriet Abrams schrieb Lieder, Airs und Glees. The Orphan's Prayer and Crazy Jane erreichten durch die Interpretation ihrer Schwestern eine gewisse Popularität.
- If silent oft you see me pine,für Gesang mit Klavier und obligater Violine; Crazy Jane; In: Lieder and Other Songs by Women of the Classic Era, Vol. VII, one for medium voice and piano, one with violin and piano and two duets for medium voices. Herausgegeben von Barbara Jackson; ClarNan Editions CN79; 2012
- Liedersammlung; publiziert 1787

- eine Sammlung von Scottish  Aires, harmonized for three voices [Schottische Airs harmonisiert fü drei Stimmen]; publiziert 1790
- Eight Italian & English canzonets : for one or two voices, with an accompanyment for the harpsichord or piano-forte I The last time I came o'er the moor Duetto I; II Silvan powers that rule the plain Duetto II; III Haste ye soft gales Duetto III; IV Come balmy sleep  Duetto IV; V All nature mourns  Duetto V; VI Calma la pena amara Duetto VI; VII Crudo amor; Aria; VIII If silent oft you see me pine Duetto VII[4]

### Einzelne Lieder
- A smile and a tear; Text: M.P. Andrews[5]
- Crazy Jane; Text: M. Lewis[6]
- Female hardship; Text: M.P. Andrews; Incipit: When our tortured bosoms bleed[7]
- Little boy blue come blow me your horn; Glee für zwei Soprane und Bass[8]
- The Gaoler; Text: M. G. Lewis
- Tom Halliard; Text: Peter Pindar[9]